# ダイマル・ラケットのみんなの歌謡曲
ダイマル・ラケットのみんなの歌謡曲（ダイマルラケットのみんなのかようきょく）は、中部日本放送（CBCラジオ）で1967年1月9日 - 1982年9月10日の月曜日 - 金曜日に放送されていたミニ番組である。

## 概要
番組のタイトルにもある様に中田ダイマル・ラケット出演の番組だが番組内では、単に「みんなの歌謡曲」とだけタイトルコールされていた。放送時間は、初期は16時36分 - 17時で、CBCラジオ初の夕方の生ワイド番組『多田しげおのそれ行け!にっこりワイド』の開始以降は15時40分 - 16時の20分番組であった。
番組の内容は、放送当時にヒットしていた歌謡曲を1コーラスかけながら、合間に名古屋を始めとする東海地方の企業・店舗からのCMを、2人が漫才風に伝えるという、いわゆるインフォマーシャル番組であった。
曲間のCMは3本程度であり、CMとCMの間には、ピアノやオルガンによる5秒程度のジングルが流れていた。CMも、長年繰り返し放送されていたものから、年に数回録音し直すものなど様々だったが、基本的なコンセプトは番組終了まで変わることもなく、結果的に15年も続く長寿番組となった。
大阪の朝日放送（ABCラジオ）でも1960年ごろから1975年にかけて、関西の企業・店舗による同じ題名・同じコンセプトの番組がウイークデーの14時10分 - 14時50分の間（1970年4月から月 - 金曜日）放送され、
1968年ころまでは南都雄二が加わっていた。

## ダイマルの急逝と番組終了
1982年9月5日、ダイマルが胃潰瘍による腹膜炎のため急逝。ダイマルは死の直前までは元気で、CBCに出向いて数週分の録りだめをしていた。ダイマル死去のニュースは9月6日（月曜日）に報じられたが、その日の放送では、冒頭でCBCのアナウンサーがダイマル死去のニュースを伝え、「これがダイマルさん最後の放送となります。」とコメントして、生前に録音していた番組を通常通り放送した。翌日（9月7日）からは、録音されていた番組は使用せずに、アナウンサーが曲を紹介して、合間に通常のCMが流れる形で4日間放送されたが、9月10日（金曜日）をもって放送を終了した。
以後、翌週より放送を開始した『シンマとミミの歌謡ドライブ』、『唄啓のこれは得だすお聞きやす』、『いくよ・くるよのもうかりまっか?』と出演者と番組名の変更を繰り返しながらも、『みんなの歌謡曲』のコンセプトを継承した番組は約45年3ヶ月にわたって続いた。

## 番組テーマ曲
三波春夫の『チャンチキおけさ』のインストルメンタルバージョンであった。1971年ごろから小柳ルミ子の『わたしの城下町』になった。